# Förkortning
För andra betydelser, se Förkortning (olika betydelser).

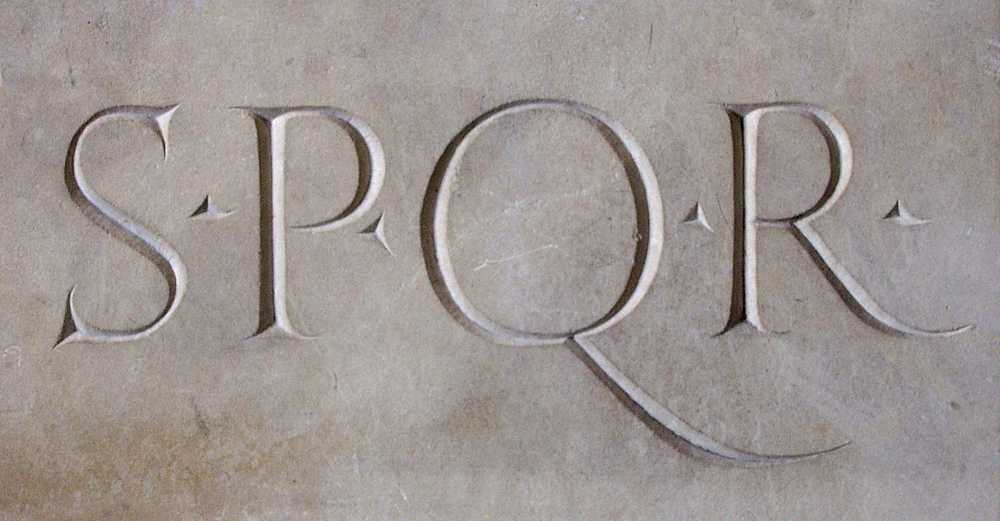
Den romerska förkortningen SPQR har använts sedan antiken och står för Senatus Populusque Romanus, vilket betyder "senaten och det romerska folket".

Förkortning är ett sätt att skriva ord eller hela uttryck med färre tecken. Vanligt är att ta med en eller två begynnelsebokstäver i orden. En förkortning som bildar och utgör ett nytt ord kallas akronym.

## Konventioner
Följande grundregler gäller förkortningar i svenskspråkig text. I andra språk (exempelvis engelska) kan delvis andra regler gälla.
- Avskurna ord avslutas med en punkt. Exempel: "exempel" blir "ex." och "till exempel" blir "t.ex.". Dock kan man förkorta utan punkt, men då skall två eller flera bokstäver särskrivas.
- Sammandragningar av ord skrivs utan punkt, om förkortningen avslutas med ordets sista bokstav. Exempel: "jämför" blir "jfr". De uteslutna bokstäverna kan ersättas med kolon – "cirka" kan bli "c:a". Dock är förkortningar med kolon mindre vanliga.[3]
- Internationella beteckningar för måttenheter skrivs utan punkt. Exempel: "minut" kan bli "min" eller "min.", beroende på vilken konvention som tillämpas. Som ett kuriosum kan nämnas att båda konventionerna har tillämpats vid programmeringen av de elektroniska informationsskyltarna i Stockholms tunnelbana, så att både tidsangivelser som "3 min" och "3 min." förekommer, och har delvis givits olika betydelser. (Punkten är synnerligen signifikant i detta fall. "3 min." avser att tiden är planerad enligt tidtabell – tåget har ännu inte avgått från ändhållplatsen, medan "3 min" är en realtidsuppgift baserad på tågets aktuella position.)

Rätt användning av skiljetecken kan vara avgörande; jämför "St." (Stora) och "S:t" (Sankt).
I facklitteratur där vissa förkortningar används mycket flitigt kan ibland punkt utelämnas. Det är till exempel vanligt att i en ordbok till svenska från ett språk som skiljer på grammatiska genus som "maskulinum", "femininum" och "neutrum" dessa förkortas med "m", "f" respektive "n", utan punkt. I sådana fall bör dock boken i början eller i slutet ha en förteckning över använda förkortningar och vad de står för.
Ett par av de vanligaste orden i svenskan kan specialbehandlas. Ordet "och" kan förkortas till "o.", men kan också betecknas med ett litet o med ett kort streck under.
Ordböcker har särskilda konventioner för att förkorta ordklass och andra ofta återkommande ord. Se respektive ordbok. 

### Förkortningar av rent skriftspråkliga uttryck
Förr användes ibland, särskilt i skrift, vissa ord eller idiomatiska uttryck från exempelvis latin insprängt i en text på ett annat språk. I en del fall kom dessa att förkortas, och förkortningarna kom att fortsätta att användas även när de fulla orden eller uttrycken i övrigt översattes. Speciellt i texter på engelska är det fortfarande ganska vanligt att använda förkortningar av latinska uttryck i skrift, men att återge dem på det egna språket när texten läses.
Exempelvis användes på en del språk latinets id est för det uttryck som i senare svenska blev det är, det vill säga det vill säga. Det är är den ordagranna översättningen till svenska av id est. Översättningen till engelska är "that is", vilket fortfarande ofta förkortas till "i.e.", "i e" eller "ie". Det engelska uttalet av "i.e." är alltså normalt detsamma som av "that is", även om i dag också ibland ett läsuttal förekommer, alltså ungefär "ai-ii".
Det i vissa sammanhang även på svenska vanliga tecknet "&" för "och" har ett liknande ursprung. Tecknet är en ligatur (sammandragning) av "Et", det latinska ordet för "och". I några fall uttalas det dock också som "et", som i förkortningen "&c" eller "&c." för "etcet(e)ra".

## Förkortningar i digitala medier
Vid kommunikation via chatt och sms används i dag inte bara akronymer flitigt utan även förkortningar som bygger på fonetiskt (företrädesvis engelskt) uttal, exempelvis den engelska avskedsfrasen "CU" – see you, engelska för vi ses. De förekommer även i namn på datorprogram avsedda för chatt, såsom i exempelvis "ICQ" – I seek you, engelska för jag söker dig. Denna sorts fonetiska förkortningar förekom skämtsamt även tidigare, exempelvis i namn på musikgrupper som U2 (uttalat som you too, engelska för du också) eller Just D (uttalat som "just det"). Se även Internetslang.